# Хивус-10
Катера-амфибии проекта А8 («Хивус-10») — серия российских десятиместных судов на воздушной подушке (катеров-амфибий), предназначенных для круглогодичной эксплуатации в качестве разъездных, пассажирских, спасательных, туристских, медицинских, грузовых и патрульных судов на внутренних водных путях и в морских районах. Производится нижегородской судостроительной компанией «Аэроход».

## Конструкция
Корпус и рубка

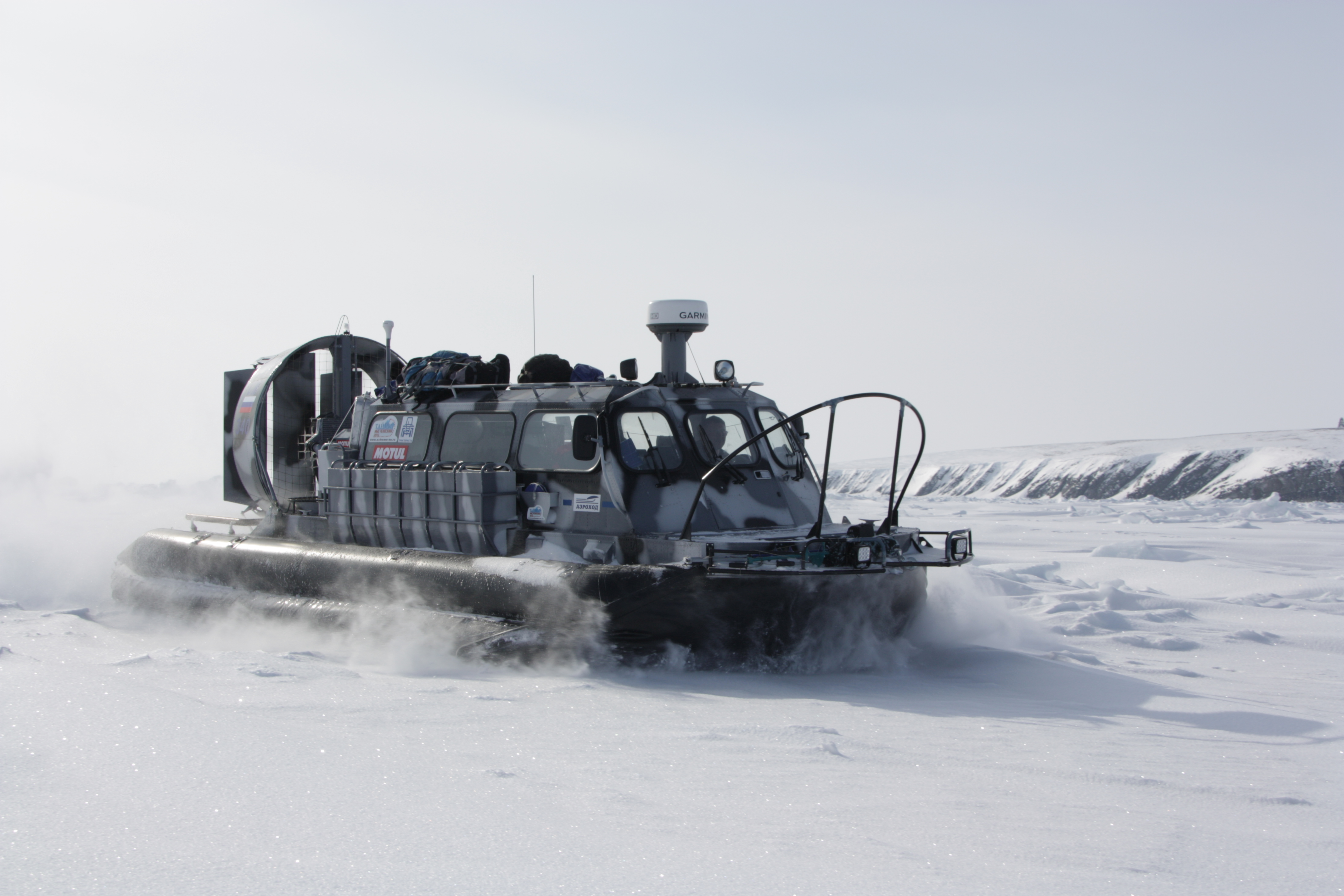
Один из двух катеров-амфибий «Хивус-10», участвовавших в экспедиции на Таймыр в апреле 2013 года.

Корпус и рубка катера на воздушной подушке изготавливаются из алюминиево-магниевого сплава. Основной метод соединений конструкций — клёпка. Корпус катера разделён двумя переборками на 3 отсека: носовой отсек, отсек салона и отсек моторного отделения.
Ограждение воздушной подушки
Ограждение воздушной подушки состоит из трёх надувных скегов (бортовых и диаметрального), носового и кормового гибкого ограждения. Каждый скег имеет двухъярусную конструкцию. Бортовые скеги верхнего яруса имеют 5 отсеков, диаметральный скег верхнего яруса — один. Скеги нижнего яруса — односекционные. Материал ограждения — пятислойная ткань на основе ПВХ с добавкой полиуретана и армированная полиэстером. Для защиты от повреждений наружные борта верхних ярусов скегов защищены двумя слоями ткани: капроновой и ПВХ-тканью; нижние ярусы скегов оклеены полиуретановой плёнкой.
Двигатель
Предусмотрена установка следующих двигателей: бензинового ЗМЗ-409 мощностью 143 л. с., дизельного IVECO S30ENTC29 мощностью 198 л. с., бензинового Toyota 2TR мощностью 166 л. с., и дизельного Cummins ISF2.8 мощностью 150 л. с.
Воздушный винт
Для увеличения КПД винта и повышения безопасности маршевый малошумный винт установлен в кольцевой насадке. Лопасти винта и насадка изготавливаются из стеклопластика. Поверхностный слой лопастей винта армирован материалом, предотвращающим абразивный износ. Входящая часть кольцевой насадки закрыта защитной сеткой. Привод винта осуществляется через зубчатый ремень.
Нагнетательные вентиляторы
На катере установлены два осевых вентилятора. Лопасти вентилятора изготавливаются из стеклопластика. Передача вращения от карданного вала двигателя к редуктору вентилятора осуществляется зубчатым ремнём и карданным валом.
Система управления
Управление по курсу осуществляется тремя воздушными рулями с приводом от штурвала и изменением давления в камерах воздушной подушки с приводом от педалей.
Обитаемость

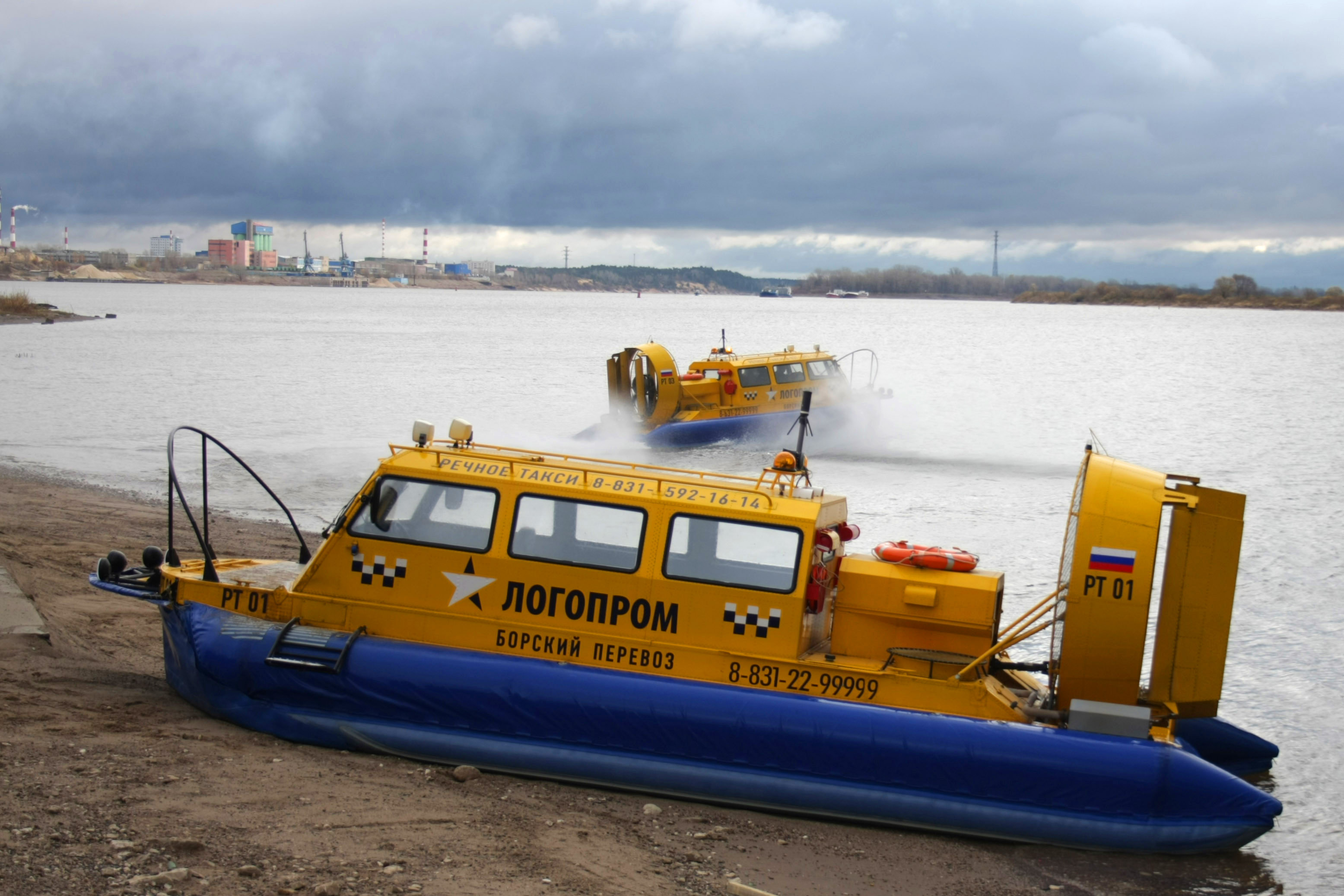
Катера-амфибии «Хивус-10» компании «Логопром — Борский перевоз», работающие в качестве пассажирских судов на переправе Нижний Новгород — Бор (2008 год).

Просторный салон катера имеет следующие размеры: длина — 3,50 м, ширина — 1,85 м, высота — 1,29 м. Остекление всего периметра рубки и зеркала заднего вида обеспечивают круговой обзор. В носу, по левому борту устанавливается регулируемое кресло судоводителя, а по правому борту — кресло пассажира. За креслами, вдоль бортов устанавливаются два четырёхместных дивана-рундука или четыре откидные двухместные банки (скамейки). Вставленные между рундуками спинки диванов образуют дополнительное спальное место. Салон отделывается винилискожей. Возможна установка складного столика.
Салон обогревается двумя автобусными отопителями, обеспечивающими комфортную температуру в самые сильные морозы. В подволоке салона установлены два люка.
Комплектация
На катере установлены пост управления с панелью приборов, тумблерами системы управления, аккумулятор ёмкостью 75 А·ч, три стеклоочистителя, навигационно-отличительные огни, две фары-искатели, две противотуманные фары, два светильника освещения салона, прикуриватель-розетка 12 В, носовой релинг, 4 швартовные утки, два топливных бака, звуковой сигнал, электрическая система подкачки нижних ярусов скегов, поручни на крыше рубки. Катер может быть укомплектован якорем с якорным концом, швартовами, такелажной балкой со стропами, спасательными жилетами, радиостанцией, стереомагнитолой, отопителем для предпускового подогрева двигателя и отопления салона при неработающем двигателе, электролебёдкой, трейлером, кондиционером, холодильником, системой спутниковой навигации и т. д.
| Масса полезной нагрузки                                    | 900 кг                                         |
| Пассажировместимость                                       | 10 чел. (включая судоводителя)                 |
| Длина габаритная на воздушной подушке (транспортировочная) | 8,25 (7,8) м                                   |
| Ширина габаритная (транспортировочная)                     | 3,08 (2,5) м                                   |
| Высота габаритная (транспортировочная)                     | 2,65 (2,2) м                                   |
| Двигатель, тип топлива, мощность                           |                                                |
| - бензиновый двигатель ЗМЗ-409                             | 143 л. с.                                      |
| - бензиновый двигатель Toyota 2TR                          | 166 л. с.                                      |
| - дизельный двигатель IVECO S30ENTC29                      | 198 л. с.                                      |
| - дизельный двигатель Cummins ISF2.8                       | 150 л. с.                                      |
| Скорость хода по воде                                      | 50 км/ч                                        |
| Скорость хода по снегу                                     | 70 км/ч                                        |
| Угол преодолеваемого подъёма                               | 6°                                             |
| Клиренс                                                    | 0,5 м                                          |
| Высота преодолеваемого препятствия                         | 0,4 м                                          |
| Расход топлива                                             | 25—30 л/ч                                      |
| Ёмкость топливных баков                                    | 120 л                                          |
| Дальность хода                                             | до 250 км (с дополнительными баками до 400 км) |
| Движительный комплекс                                      | 6-лопастной винт в кольцевой насадке           |
| Ограждение воздушной подушки                               | надувные скеги, носовая и кормовая юбка        |
| Минимальная эксплуатационная температура                   | −35 °C                                         |
| Допустимая скорость ветра                                  | 15 м/с                                         |
| Водоизмещение полное                                       | 2240—2340 кг                                   |
| Водоизмещение порожнее                                     | 1230—1330 кг                                   |
| Высота преодолеваемого вертикального уступа                | 0,4 м                                          |
| Материал корпуса                                           | алюминиевый сплав                              |

Технические особенности катера на воздушной подушке:
- способность двигаться по мелководью, болотам, глубокому снегу, битому льду и преодолевать пологие береговые склоны, промоины и отмели;
- оригинальная схема воздушной подушки (патент РФ № 2097231), обеспечивающая высокий уровень безопасности движения за счёт повышенной манёвренности и остойчивости;
- безопасное аварийное торможение на твёрдом грунте;
- не примерзающее ограждение воздушной подушки;
- малошумный винт.

## Условия эксплуатации
Катер-амфибия «Хивус-10» предназначен для круглогодичной эксплуатации в качестве разъездного, пассажирского, спасательного, туристического, медицинского, грузового или патрульного судна.
Район эксплуатации катера — водные бассейны с высотой волны не более 1,2 м, заросшее мелководье, шуга, тундра, без ограничения прочности покрова, снег, торосы; боковой ветер до 15 м/с.

## Операторы
- Россия: различные организации внутреннего водного транспорта России, Береговая охрана Пограничной службы ФСБ России[5][6], МЧС России[7][8][9].

### Комментарии
1. ↑   Определение термина «скег» в Викисловаре.